# Jan Karol Daniłowicz
Jan Karol Daniłowicz herbu Sas (ur. 1633 w Lublinie, zm. 1683) – podskarbi nadworny koronny, marszałek Trybunału Głównego Koronnego w 1665 roku, starosta parczowski w 1659 roku, starosta lubelski w latach 1676–1683, ekonom kobryński od 1679 roku.
Syn Piotra (1598-1645), krajczego koronnego i Krystyny Wiśniowieckiej (1602-1654). Poślubił Felicjannę z Wilkowa. Z małżeństwa urodził się syn Piotr Franciszek (zm. 1685), rotmistrz pancerny
Immatrykułował się na Akademię Zamojską w 1647/1648 roku.
Poseł sejmiku chełmskiego na sejm nadzwyczajny 1652 roku.
Był członkiem konfederacji tyszowieckiej 1655 roku. Był rotmistrzem królewskim w 1656 roku. Był elektorem Michała Korybuta Wiśniowieckiego z województwa lubelskiego w 1669 roku. Poseł na sejm nadzwyczajny 1670 roku z województwa lubelskiego. Od 1676 krajczy koronny. Poseł na sejm koronacyjny 1676 roku. W latach (1678-1683) podskarbi nadworny koronny. Był także starostą lubelskim i parczewskim. Poseł z województwa lubelskiego na sejm 1677 i 1681 roku, 1667 i sejm nadzwyczajny 1668 roku.
W 1656 odstąpił Tyśmienicę Gołuchowskiemu.